# Ремада
Ремада (араб. رمادة) — місто в Тунісі. Входить до складу вілаєту Татауїн. Знаходиться за 78 км на південь від міста Татауїн. Станом на 2004 рік тут проживало 4 606 осіб.
Збудоване як французьке гарнізонне місто, нині тут військова база туніської армії.